# Nizina Północnomazowiecka

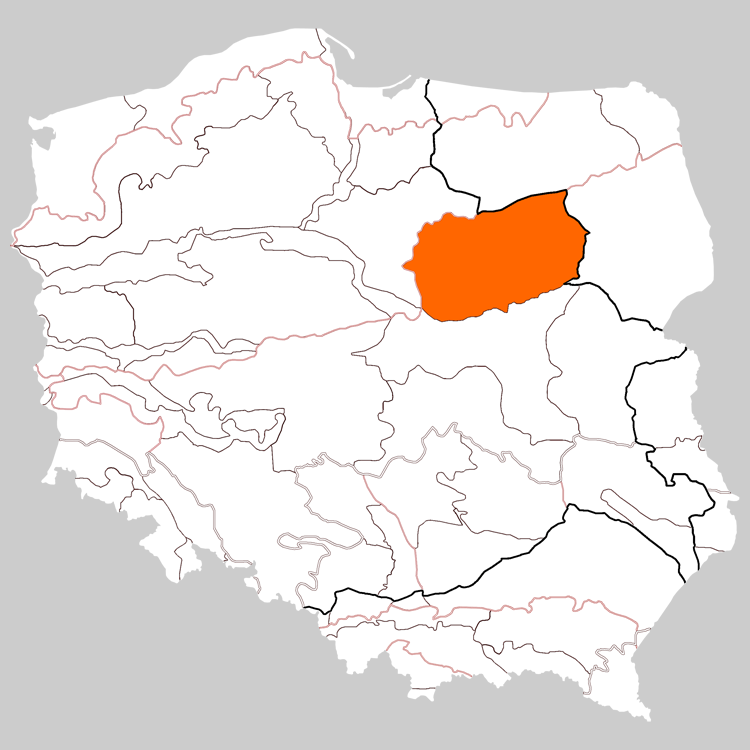
Lage der Region Nizina Północnomazowiecka in Polen

Die Nizina Północnomazowiecka (deutsch: Nordmasowische Tiefebene) mit der Nummer 318.6 in der Geomorphologischen Einteilung Polens ist eine Makroregion im nördlichen Polen. Sie gehört zur Metaregion Pozaalpejska Europa Środkowa.

## Geographie
Die wichtigsten Städte auf der Nizina Północnomazowiecka sind:
- Ciechanów
- Łomża
- Mława
- Płońsk

## Unterteilung
Nizina Północnomazowiecka wird in folgende Regionen unterteilt:
1. Wysoczyzna Płońska
2. Równina Raciąska
3. zniesienia Mławskie
4. Wysoczyzna Ciechanowska
5. Równina Kurpiowska
6. Dolina Dolnej Narwi
7. Międzyrzecze Łomżyńskie

## Nachweise
- Jerzy Kondracki: Geografia regionalna Polski. Warszawa: Wydawnictwo Naukowe PWN, 2000, S. 39.